# Tripolia (schip, 1855)
De Tripolia was een houten Zweedse bark, gebouwd in 1855 in het Franse Saint-Malo. De eigenaar van het schip was C. A. Fahlgren uit Örnsköldsvik. Het schip vervoert voornamelijk hout vanuit het Oostzeegebied naar andere Europese landen. Tijdens een reis van Alfredshem in Zweden naar het Franse Dieppe in december 1881 komt het schip in de problemen tijdens een zware storm. De lading bestond ook ditmaal uit hout. De bemanning trachtte het leven te redden door de lading overboord te werken. Het schip stond toen reeds half vol water. Het schip strandt uiteindelijk nabij het IJzeren Baken op het Flaauwe Werk in de buurt van Ouddorp nabij de coördinaten 51° 49′ 28″ NB, 3° 54′ 9″ OL.
De bemanning van de reddingboot van Ouddorp werd opgeroepen en onder leiding van schipper Nieman werd geprobeerd de bark te bereiken. Dit bleek door het slechte weer een onmogelijke zaak. Enkele honderden mensen waren op het strand getuige hiervan, maar konden niets doen. Zes opvarenden komen uiteindelijk aan de wal, maar al snel blijkt dat vijf opvarenden zijn verdronken.
De geredde bemanning bestond uit: kapitein C.A. (Artur) Wolff, stuurman O.W. Holm uit Västervik, timmerman F. Blomqvist uit Roslagen en de matrozen G. Andersson van Öland, Svenson Soderberg uit Vermdön en E. Larsson uit Grebbestad. De opvarenden Rudolf Wittbom uit Stockholm, Nils Nilsson uit Stavanger, A. Friedlieb uit Stockholm, kok Adolf Johansson en Johan Danielsson verdronken.
Op 6 januari 1882 wordt de aangespoelde lading en het wrakhout tegen contant geld verkocht, bij koffiehandelaar Akershoek. De lading ligt deels opgeslagen bij boerderij Zeezicht. Ook in de toenmalige gemeenten Goedereede, Nieuw-Helvoet en Rockanje spoelen gedeelten van de lading aan, die daar ook bij opbod worden verkocht.

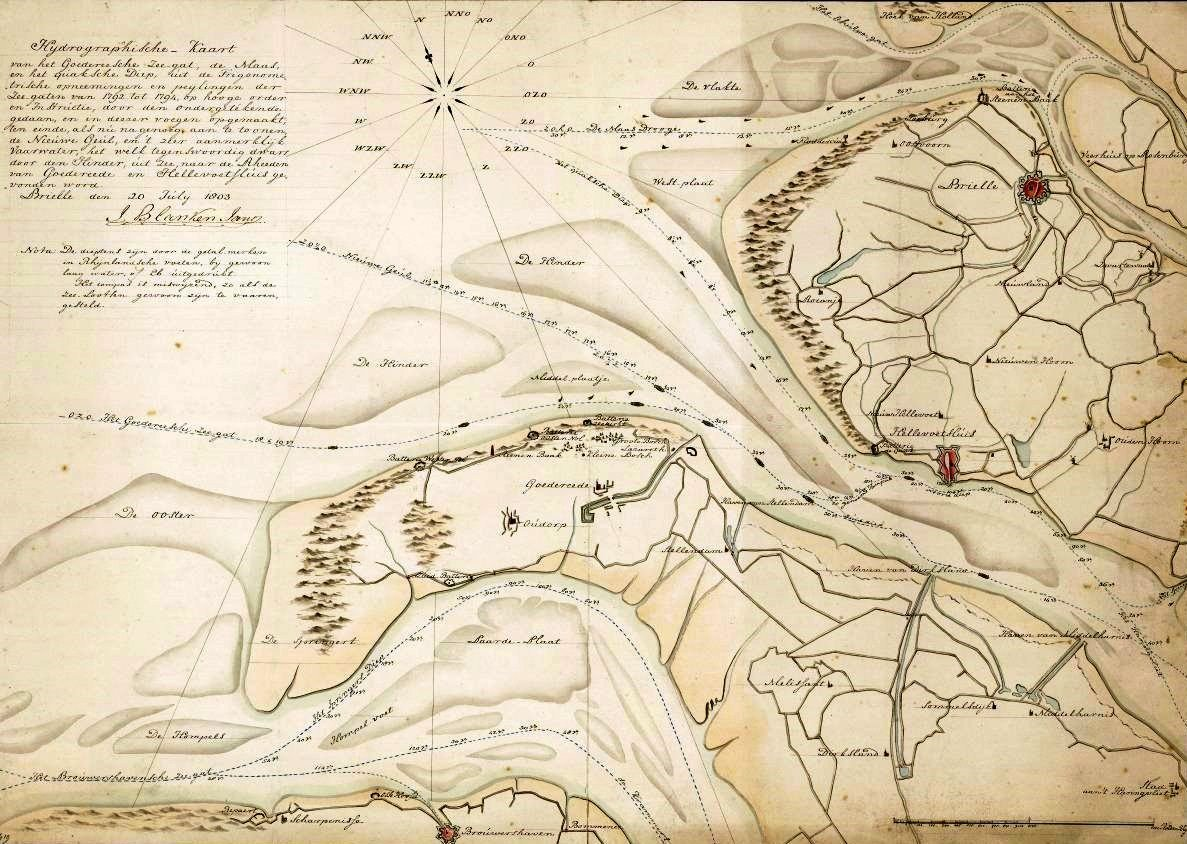
Historische kaart van het Goereese Gat